# Openbouwputtunnel

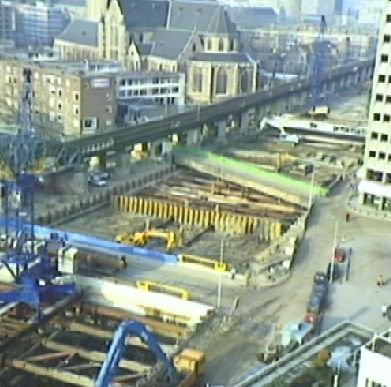
De Willemsspoortunnel in Rotterdam in aanbouw (bron: beeldbankvenw)

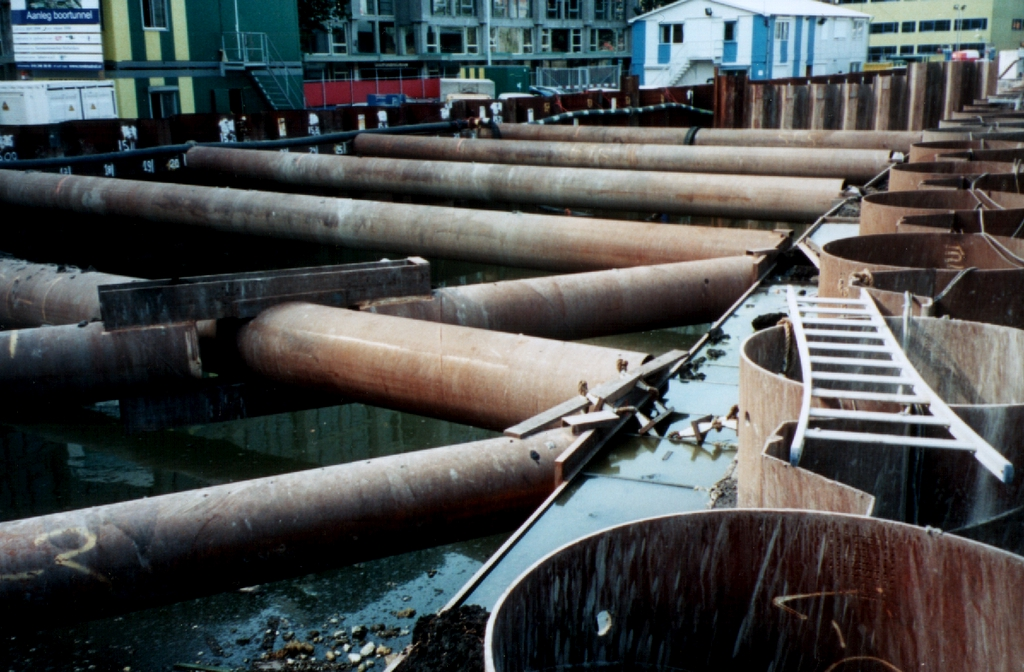
Een open bouwput voor een tunnel

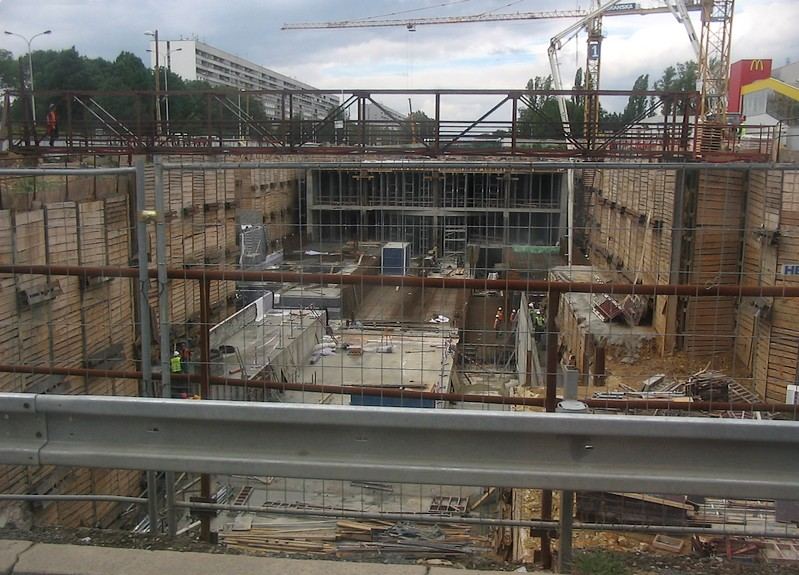
Een open bouwput voor een metrotunnel

Bij de openbouwputmethode (vaak met het Engelse cut-and-cover aangeduid) wordt voor het bouwen van een tunnel een bouwput of sleuf gemaakt waarin de tunnel of een deel daarvan gebouwd wordt, waarna de bouwput gedempt wordt. Het belangrijkste voordeel van deze methode is dat het, hoewel nog steeds een complex karwei, een relatief eenvoudige wijze van tunnelbouw is.

## Werkwijze
De meeste tunnels die gebouwd worden, worden in bebouwd gebied aangelegd. Voordat de bouwput ontgraven wordt, worden meestal damwanden geplaatst omdat op die manier de breedte van de sleuf beperkt wordt.
Indien de vloer van de bouwput ver onder de grondwaterspiegel ligt wordt vaak een vloer van onderwaterbeton gestort als onderafdichting (er ontstaat dan een "omgekeerde badkuip") en werkvloer. Indien het bouwvlak niet zo ver onder de grondwaterspiegel of zelfs er boven ligt kan volstaan worden met bronbemaling.
Zodra de bouwput ontgraven en droog gepompt is kan begonnen worden met de bouw van de tunnel. De tunneldelen kunnen in een fabriek of ter plaatse gestort worden.

## Nadelen
Een openbouwputtunnel heeft als belangrijkste nadeel dat er lange tijd een open bouwput met vaak een aanzienlijke lengte door bebouwd gebied loopt. Dit kan overlast voor verkeer en omwonenden veroorzaken. Het verlagen van de grondwaterstand door het onttrekken van grondwater kan ongewenste zettingen veroorzaken waardoor schade aan omliggende gebouwen kan optreden. Zetting kan overigens grotendeels voorkomen worden door de toepassing van een voldoende zware waterdichte betonvloer in de bouwput, omdat dan de grondwaterstand buiten de bouwkuip niet of nauwelijks beïnvloed wordt.

## Nederlandse tunnels op deze wijze gebouwd
- Velsertunnel (1957)
- Eerste Schipholtunnel (opening 1966)
- Metro Rotterdam (vanaf 1968) (gedeeltelijk in een open bouwput)
- Schipholspoortunnel (1978)
- Willemsspoortunnel, Rotterdam (1991)
- Wijkertunnel, Velsen (1996) (gedeeltelijk in een open bouwput)
- Tweede Schipholtunnel (2000)
- Spoortunnel Best (2002)
- Sijtwendetunnel, Den Haag (2003)
- Spoortunnel Giessen (2006)
- Koning Willem-Alexandertunnel (2016) (gedeeltelijk met wanden-dakmethode gebouwd)
- Gaasperdammertunnel (2020)